# Seznam brazilských panovníků
Seznam brazilských vládců je přehledem panovníků Brazilského císařství, od roku 1500 do roku 1889. Pozdější hlavy státu obsahuje seznam prezidentů Brazílie. 

## Brazilská knížata (panovníci pod portugalskou vládou)

### Avizové
- 1500–1521: Manuel I. Portugalský
- 1521–1557: Jan III. Portugalský
- 1557–1578: Sebastián I. Portugalský
- 1578–1580: Jindřich I. Portugalský
- 1580–1580: Antonín I. Portugalský

### Habsburkové
- 1580–1598: Filip II. Španělský
- 1598–1621: Filip III. Španělský
- 1621–1640: Filip IV. Španělský

### Braganzové
- 1640–1656: Jan IV. Portugalský
- 1656–1667: Alfons VI. Portugalský
- 1667–1706: Petr II. Portugalský
- 1707–1750: Jan V. Portugalský
- 1750–1777: Josef I. Portugalský
- 1777–1815: Marie I. Portugalská

## Brazilští králové (královéSpojené království Portugalska, Brazílie a Algarves, 1815–1822)

### Braganzové
| jméno    | obrázek      | období vlády | život     | rodiče                                           | poznámky                      |
| -------- | ------------ | ------------ | --------- | ------------------------------------------------ | ----------------------------- |
| Marie I. | Marie I.     | 1815–1816    | 1734–1816 | Josef I. Portugalský Mariana Viktorie Bourbonská |                               |
| Jan I.   | Jan I. (VI.) | 1816–1822    | 1767–1826 | Marie I. Portugalská Petr III. Portugalský       | portugalský král jako Jan VI. |

## Brazilští císařové (1822–1889)

### Braganzové
| jméno    | obrázek   | období vlády | život     | rodiče                                                  | poznámky                                                                    |
| -------- | --------- | ------------ | --------- | ------------------------------------------------------- | --------------------------------------------------------------------------- |
| Petr I.  | Pedro II. | 1822–1831    | 1798–1834 | Jan VI. Portugalský Carlota Španělská                   | v letech 1826–1828 také portugalský král jako Petr IV., v roce 1831 sesazen |
| Petr II. | Pedro II. | 1830–1889    | 1825–1891 | Petr I. Brazilský Marie Leopoldina Habsbursko-Lotrinská | V letech 1831–1840 za nezletilého panovníka vládly regenti                  |

### Titulární brazilští císařové (po roce 1889)
| jméno                          | obrázek    | období vlády | život        | rodiče                                                    | poznámky                                                   |
| ------------------------------ | ---------- | ------------ | ------------ | --------------------------------------------------------- | ---------------------------------------------------------- |
| Petr II.                       | Pedro II.  | 1889–1891    | 1825–1891    | Petr I. Brazilský Marie Leopoldina Habsbursko-Lotrinská   | V letech 1831–1840 za nezletilého panovníka vládly regenti |
| Isabela Brazilská              | Isabela I. | 1891–1921    | 1846–1921    | Petr II. Brazilský Tereza Marie Neapolsko-Sicilská        | manžel Gaston Orleánský, hrabě z Eu                        |
| Petr Jindřich Orléans-Braganza |            | 1921–1981    | 1909–1981    | Ludvík z Orléans-Braganzy Marie Gracie Neapolsko-Sicilská | vnuk Isabely                                               |
| Ludvík z Orléans-Braganzy      |            | od 1981      | narozen 1938 | Petr Jindřich z Orléans-Braganzy Marie Alžběta Bavorská   |                                                            |

## Rodokmen
Rodokmen bere ohled na sporný nárok v císařské dynastii. 